# Вікінт
Вікінт, або Викінт (лит. Vykintas; ? — 1253) — жмудський князь. Противник литовського князя Міндовга.

## Біографія
Вперше згадується в 1219 році у Галицько-волинському літописі у зв'язку з договором литовських і жемайтійських князів з Данилом і Васильком Романовичами. В цій угоді сказано: 

"В 6723. Б(о)жиим повелением прислаша кнѧзі Литовські к великим кнѧзям Романовѣ Данилові і Василькові, миръ дающе. Бѧхоу же імена Литовськихъ кнѧзей: се старѣшеи Живинбуд · Давъѧтъ · Довспрунк · братъ его Міндовг · брать Довяловъ Вилгайло. а Жемойтійські : кнѧзь Ердивіл · Вікинт. а (з) Роушьковичів: Кинтибут · Вонибут · Бутовит · Вижѣикъ і с(и)н его Вишлій · Китеній · Пликосова. а се (з) Боулевичів: Вишимоут, егоже оуби Миндого тъ и женоу его поѧлъ и братью его побилъ · Едивила · Спроудѣика. А се кнѧзи из Дяволтви: Юдьки · Поукѣикъ · Бикши · Ликиикъ. Сі же всі міръ даша кн(я)зю Данилові і Василькові, і бѣ землѧ покойна." 
Ймовірно брав участь у переможній битві під Сауле 1236 року проти Ордену меченосців.
В 1248–1251 роках очолив коаліцію проти Великого князя Литовського Міндовга і намагався забрати у нього владу.
В 1251 році Міндовг взяв в облогу замок Вікінта Твиреметь (суч. Тверай), де Міндовг був поранений у стегно.
В результаті подальшого протистояння сюзник Вікінта Товтивіл у 1253 змушений був втекти на Волинь. Ім'я ж Вікінта з того часу в літописі більше не згадується.